# 红梅集团
沈阳红梅企业集团有限责任公司，简称红梅集团，是位于辽宁省沈阳市的一家大型企业。典型产品有红梅牌味精。

## 历史沿革
企业的前身是日商铃木商店（味之素的前身）于1939年6月开设的满洲农产化学工业株式会社奉天工厂。1943年，与昭和工业株式会社大连味素制造场合并。:57,58
1945年中国抗日战争结束，日本投降，1946年4月24日国民党东北物资统一接收委员会农林组接收该厂，定名为辽宁省营农产化学工厂，由辽宁省公用事业管理处管辖。
1948年11月2日沈阳解放后，该厂由东北行政委员会农林部接收，交辽宁省工业厅工矿管理局领导，改名为辽宁省工业厅农产化学工厂。1949年初恢复生产。同年5月，由辽东省人民政府工业厅接管，改称辽东省营农产化学厂。1951年1月27日改称辽东省营沈阳化学工厂。1952年8月15日，辽东省营天津建华电解化学厂并入沈阳化学工厂。1955年1月1日，沈阳化学工厂移交沈阳市，改称地方国营沈阳市化学厂，隶属沈阳市第一轻工局。1956年同年改属沈阳市第三工业局。1958年又改由沈阳市轻工业局领导。1962年7月，沈阳市化学厂划为辽宁省轻工业厅直属企业，改名沈阳味精厂。1998年10月改制组建沈阳红梅企业集团有限责任公司。
2012年4月27日，沈阳红梅企业集团向辽宁省沈阳市中级人民法院申请破产。2014年5月28日辽宁省沈阳市中级人民法院裁定，宣告沈阳红梅企业集团有限责任公司破产。
2010年5月，经沈阳市国资委批准，由原沈阳红梅企业集团和环宇集团有限公司共同出资组建沈阳红梅食品有限公司，红梅品牌得以延续至今。后红梅食品工厂迁出市区，移至沈北新区，其位于铁西区卫工街的老厂房部分建筑于2019年交由万科进行改造及运营，现为红梅文创园。